# Magny-le-Hongre
Magny-le-Hongre is een gemeente in het Franse departement Seine-et-Marne (regio Île-de-France) en telt 3720 inwoners (2004). De plaats maakt deel uit van het arrondissement Torcy en is een van de 26 gemeenten van de nieuwe stad Marne-la-Vallée.

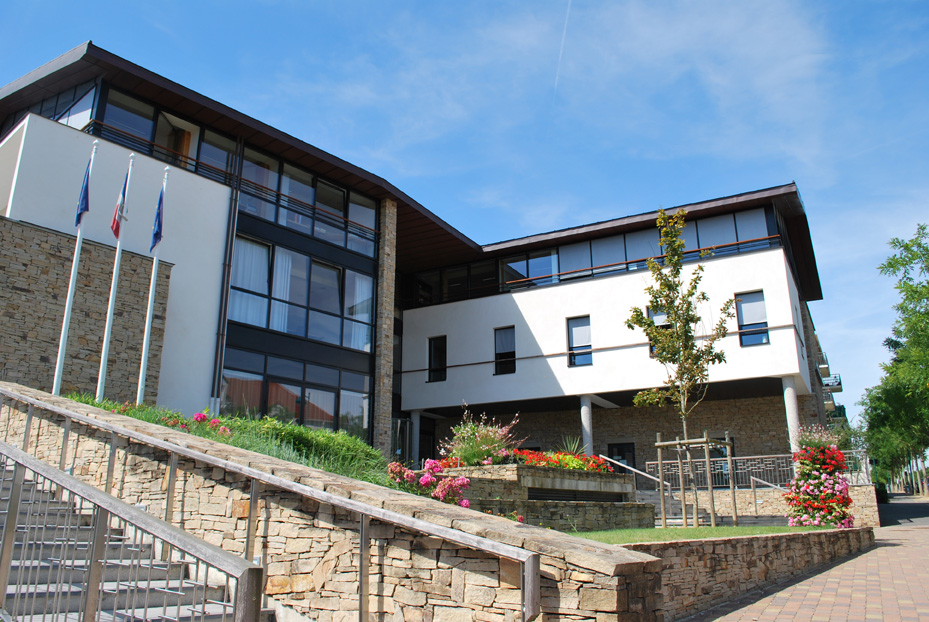
Gemeentehuis
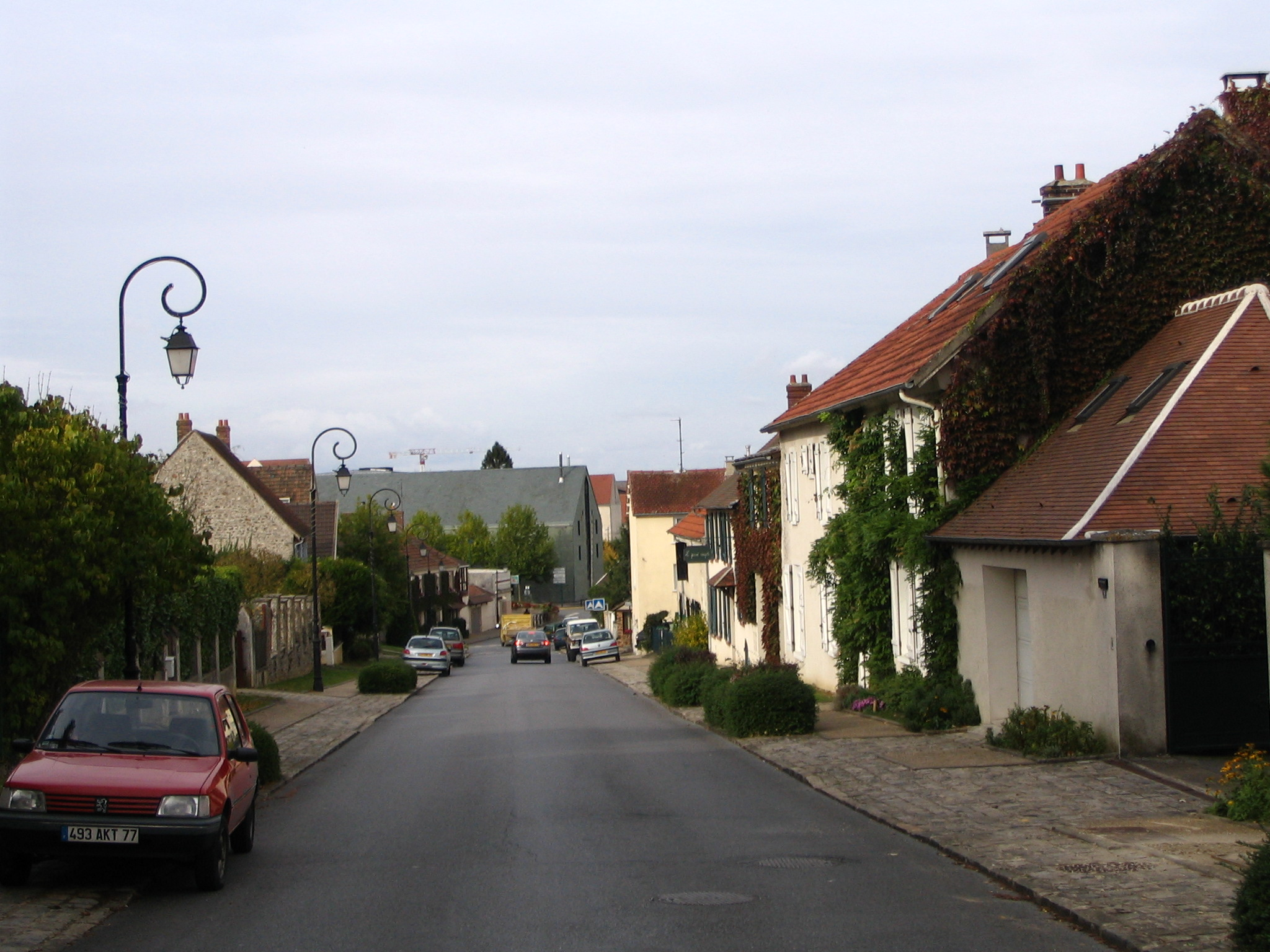
Rue Sainte-Geneviève

## Geografie
De oppervlakte van Magny-le-Hongre bedraagt 4,7 km², de bevolkingsdichtheid is 791,5 inwoners per km².
De onderstaande kaart toont de ligging van Magny-le-Hongre met de belangrijkste infrastructuur en aangrenzende gemeenten.

## Demografie
Onderstaande figuur toont het verloop van het inwonertal (bron: INSEE-tellingen).